# Fredrik Haugen
Fredrik Haugen (Bergen, 1992. június 13. –) norvég korosztályos válogatott labdarúgó, a Stabæk középpályása.

## Pályafutása

### Klubcsapatokban
Haugen a norvégiai Bergen városában született. Az ifjúsági pályafutását a Løv-Ham akadémiájánál kezdte.
2007-ben mutatkozott be a Løv-Ham felnőtt keretében. 2011 és 2020 között az első osztályú Brann csapatát erősítette kölcsönben. 2021-ben a ciprusi AÉK Lárnakasz, majd a norvég Stabæk szerződtette. 2022-ben az Aalesundhoz igazolt. Először a 2022. április 3-ai, Kristiansund ellen 1–0-ra megnyert bajnoki 84. percében, Dario Čanađija cseréjeként lépett pályára. 2023. január 8-án szerződést kötött a Stabæk együttesével.

### A válogatottban
Haugen az U17-es, az U19-es és az U21-es korosztályú válogatottakban is képviselte Norvégiát.

## Statisztikák
2023. április 16. szerint
| Klub          | Szezon   | Osztály                | Bajnokság | Bajnokság | Kupa  | Kupa | Nemzetközi | Nemzetközi | Összesen | Összesen |
| Klub          | Szezon   | Osztály                | Meccs     | Gól       | Meccs | Gól  | Meccs      | Gól        | Meccs    | Gól      |
| ------------- | -------- | ---------------------- | --------- | --------- | ----- | ---- | ---------- | ---------- | -------- | -------- |
| Brann         | 2011     | Tippeligaen            | 25        | 2         | 3     | 1    | —          | —          | 28       | 3        |
| Brann         | 2012     | Tippeligaen            | 25        | 0         | 1     | 0    | —          | —          | 26       | 0        |
| Brann         | 2013     | Tippeligaen            | 26        | 1         | 0     | 0    | —          | —          | 26       | 1        |
| Brann         | 2014     | Tippeligaen            | 31        | 2         | 1     | 1    | —          | —          | 32       | 3        |
| Brann         | 2015     | OBOS-ligaen            | 26        | 4         | 1     | 0    | —          | —          | 27       | 4        |
| Brann         | 2016     | Tippeligaen            | 27        | 5         | 0     | 0    | —          | —          | 27       | 5        |
| Brann         | 2017     | Eliteserien            | 29        | 5         | 2     | 0    | 2          | 0          | 33       | 5        |
| Brann         | 2018     | Eliteserien            | 27        | 4         | 1     | 0    | —          | —          | 28       | 4        |
| Brann         | 2019     | Eliteserien            | 14        | 2         | 1     | 0    | 2          | 0          | 17       | 2        |
| Brann         | 2020     | Eliteserien            | 21        | 1         | 0     | 0    | —          | —          | 21       | 1        |
| Brann         | Összesen | Összesen               | 251       | 26        | 10    | 2    | 4          | 0          | 265      | 14       |
| AÉK Lárnakasz | 2020–21  | Cypriot First Division | 9         | 0         | 0     | 0    | —          | —          | 9        | 0        |
| Stabæk        | 2021     | Eliteserien            | 13        | 3         | 1     | 0    | —          | —          | 14       | 3        |
| Aalesund      | 2022     | Eliteserien            | 18        | 0         | 0     | 0    | —          | —          | 18       | 0        |
| Stabæk        | 2023     | Eliteserien            | 1         | 0         | 2     | 0    | —          | —          | 3        | 0        |
| Összesen      | Összesen | Összesen               | 292       | 29        | 13    | 2    | 4          | 0          | 309      | 31       |

## Sikerei, díjai
Brann
- OBOS-ligaen
  - Feljutó (1): 2015

- Norvég Kupa
  - Döntős (1): 2011

- Norvég Szuperkupa
  - Döntős (1): 2017